# Munidopsidae
Munidopsidae là một họ giáp xác thuộc bộ Decapoda. Đây là họ sống ở độ sâu lớn nhất trong siêu họ Galatheoidea, bao gồm các họ Galatheidae, Munididae, Munidopsidae và Porcellanidae.
Munidopsidae là một trong những loại decapod phổ biến nhất được tìm thấy ở các vùng vực sâu đại dương  và được tìm thấy ở các lỗ thông thủy nhiệt hoạt động  và các khe nước lạnh. Các loài Munidopsidae cư trú từ sườn dốc đến đáy vực sâu, ngoại trừ loài Munidopsis polymorpha, có thể được tìm thấy trong các hang động dưới nước nông tới 2 mét dưới mực nước biển.
Tính đến năm 2008, 224 loài thuộc họ Munidopsidae đã được lập danh mục: 71 loài ở Đại Tây Dương, 132 loài ở Thái Bình Dương và 50 loài ở Ấn Độ Dương.

## Các chi
- Ambulocapsa Robins, Feldmann & Schweitzer, 2013
- Ankylokypha Robins, Feldmann & Schweitzer, 2013
- Aulavescus Robins, Feldmann & Schweitzer, 2013
- Munidopsis Whiteaves, 1874

## Hình ảnh

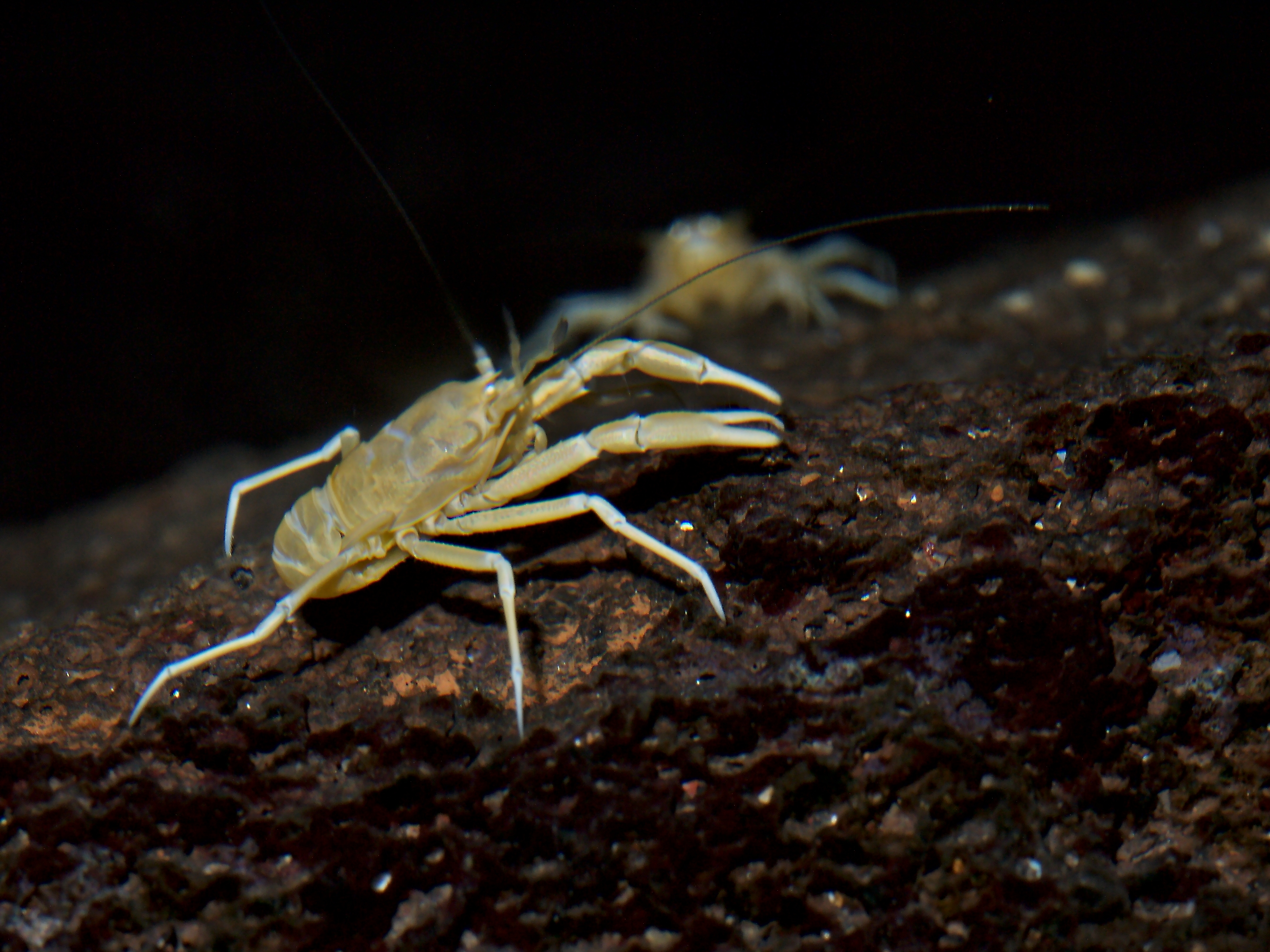
Munidopsis polymorpha.
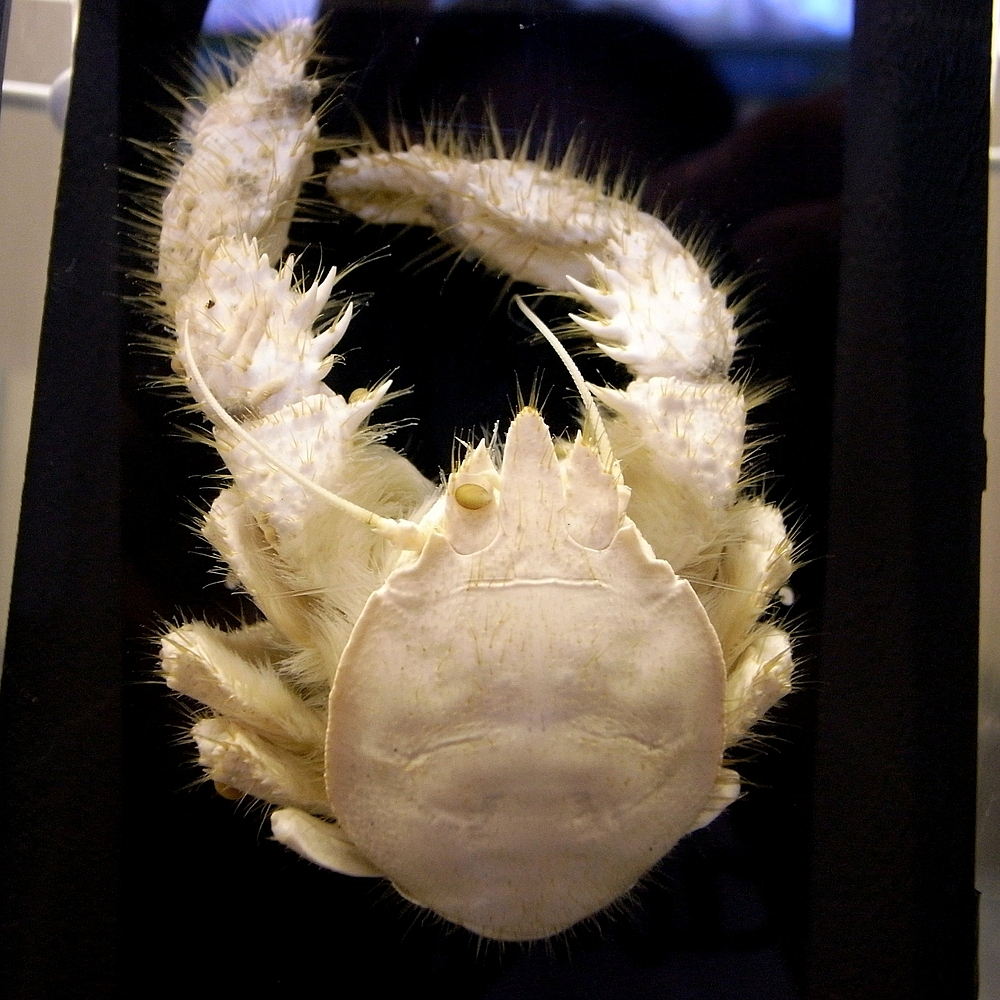
Shinkaia crosnieri.